# Transporter (filmserie)
Transporter er en fransk action-thriller-filmserie, der omfatter fire film og en tv-serie. Jason Statham spiller Frank Martin i de første tre film, en professionel freelance kurerchauffør til leje. Statham er en dygtig udøver af kampsport, hvilket giver ham mulighed for at lave alle kampscener, som involverer karakteren Frank Martin. Dette muliggør filmens karakteristiske kampscener i Hong Kong-stil, koreograferet af Corey Yuen. Hovedpersonen Frank Martin portrætteres af Ed Skrein i den fjerde film og Chris Vance i tv-serien.  Manuskript: Luc Besson og Robert Mark Kamen. Fotografi: Pierre Morel.

## Film og serier
- The Transporter (2002)
- Transporter 2 (2005)
- Transporter 3 (2008)
- The Transporter Refueled (2015)
- Transporter (tv-serie) (2012-2014)

## Eksterne links
- Wikipedia (engelsk): Transporter (franchise)
- IMDb Transporter 1: https://www.imdb.com/title/tt0293662
- IMDb Transporter 2: https://www.imdb.com/title/tt0388482
- IMDb Transporter 3: https://www.imdb.com/title/tt1129442
- IMDb Transporter (tv-serie): https://www.imdb.com/title/tt1885102